# Farafangana
Farafangana es una ciudad (comunidad urbana) en la costa sudoeste de Madagascar y se encuentra a unos 400 kilómetros al sur de la Capital Antananarivo. Es la capital de la región de Atsimo-Atsinanana.
Los asentamientos localizados en el Norte incluyen Lokandambo, Manambotra, Ambahikarabo y Amboahangimamy, con Ambalolo hacia el Oeste. En dirección Sur, se encuentran  Antananabo, Manambotra Atsimo y Marosondry.
La Diócesis Católica de Farafangana está basada en esta ciudad y es dirigida por el Arsobispo Benjamin Marc Ramaroson.
La población consiste de tres grupos ednicos esencialmente: los Antefasy, Rabakara y Zafisoro.

## Economía
Hay un aeropuerto en Farafangana. Uno de los principales cultivos de la región es la pimienta.

## Turismo
La Reserva de Manombo se encuentra a 25 km de Farafangana.